# Konstantynowo (Litwa)
Konstantynowo (lit. Kvėdarna) – miasteczko na Litwie, położone w okręgu tauroskim w rejonie szyłelskim, 14 km na północny zachód od Szyłeli, 1 934 mieszkańców (2001). Siedziba starostwa Konstantynowo, litewski pomnik urbanistyki. Znajduje się tu kościół, pomnik księcia Witolda, gimnazjum, poczta, szkoła i kopalnia żwiru.
Miasteczko znajduje się nad rzeką Jurą na skrzyżowaniu dróg Ławkowo-Szweksznie i Szyłele-Retowo.

## Historia
Podczas okupacji hitlerowskiej, w lipcu 1941 roku Litwini na polecenie władz okupacyjnych utworzyli getto dla żydowskich mieszkańców. Przebywało w nim około 200 kobiet i dzieci (mężczyźni zostali wywiezieni do obozu pracy w Heydekrug (Silute). W październiku 1941 roku Litwini zlikwidowali getto, a Żydów zamordowali w lesie Tubiniai. 